# Karl von Vincenti
Karl von Vincenti (* 21. Dezember 1764 in Mannheim; † 22. Dezember 1812 in Kalwary Dombrowie in Russland) war ein General der bayerischen Armee.

## Herkunft
Vincenti stammte aus einer italienischen Familie. Sein Vater Carl Jakob von Vincenti († 1800) erhielt als kurpfälzischer Hofkammerrat in Sulzbach am 17. September 1790 die Adelsanerkennung. 
Sein Bruder Franz Xaver August von Vincenti (* 29. August 1763; † 4. Dezember 1830) wurde großherzoglich badischer Generalleutnant.

## Leben
Karl wurde im Kadettenkorps erzogen. 1781 trat er bei der bayerischen Infanterie ein und wurde 1792 als Hauptmann Mitglied des 6. Regiments in Mannheim. Bei den Kämpfen bei Fröschweiler im Elsass (16. und 22. Dezember 1793) erlangte er als Hauptmann des 8. Regiments das Militär-Ehrenzeichen, da er im Rahmen des 1. Reichskriegs gegen Frankreich (Erster Koalitionskrieg) seine Stellung hielt, obwohl ein zunächst mit ihm kämpfendes Freikorps zum französischen Feind überlief.
Ab 1803 war Vincenti Kommandant des 2. leichten Bataillons. Am 1. November 1805 übernahm er das Kommando über das 9. Infanterieregiment „Wrede“ von Justus Heinrich von Siebein. Eine besondere Auszeichnung empfing er in dieser Zeit mit dem Kommandeurkreuz des Militär-Max-Joseph-Ordens (das Regiment war inzwischen umbenannt worden in „9. Linien-Infanterie-Regiment Graf von Ysenburg“). Zum 31. Mai 1807 erfolgte die Beförderung zum Generalmajor.
Im Rahmen des Russlandfeldzugs unter Napoleon Bonaparte war Vincenti am 17. August 1812 bei Polozk an der Verteidigung des Dorfes Spas gegen die russische Armee beteiligt. Vincenti wurde durch einen Schuss in die Schulter schwer verwundet und die Franzosen und ihre Verbündeten zum Rückzug gezwungen. Als er beinahe genesen war, starb Vincenti am 22. Dezember 1812 in Kalwary Dombrowie an einen Nervenfieber.

## Familie
Er heiratete Maria Anna Belval (* 1865; † Februar 1823). Das Paar hatte eine Tochter Adelheid (* 15. Oktober 1803; † 30. Mai 1873), diese heiratete den späteren Oberst der Artillerie Carl von Reck (* 18. Februar 1801; † 16. Februar 1868).

## Ehrungen
- Träger des Kommandeurkreuzes des Militär-Max-Joseph-Ordens (1806)
- Das Vorwerk VIII der Festung Germersheim erhielt von Ludwig I. von Bayern die Benennung „Vincenti“ (1842)
- In Germersheim gibt es zudem eine nach dem Vorwerk benannte Vincentistraße